# Wacław Dąbrowski (oficer)
Wacław Dąbrowski (ur. 14 kwietnia 1899 w Tarnowie, zm. 9 czerwca 1920 pod Wernyhorodką) – żołnierz armii rosyjskiej, Wojska Polskiego na Wschodzie, oficer kawalerii Wojska Polskiego w II Rzeczypospolitej, kawaler Orderu Virtuti Militari.

## Życiorys
Urodził się w Tarnowie w rodzinie Kazimierza i Michaliny z Kukiełów. Absolwent gimnazjum  we Lwowie. W listopadzie 1917 wstąpił do I Korpusu Polskiego w Rosji gen. Józefa Dowbor-Muśnickiego. Walczył z bolszewikami pod Starokonstynatynowem, Krasiłowem, Tywrowem i Gniewaniem. Po rozwiązaniu korpusu przebywał w Kijowie.
W październiku 1918 wstąpił do odrodzonego Wojska Polskiego i otrzymał przydział do 1 pułku Ułanów Krechowieckich. Od lutego 1919 walczył na froncie litewsko-białoruskim. W czerwcu 1919 został przyjęty do Szkoły Oficerów Jazdy w Starej Wsi. W styczniu 1920 mianowany podporucznikiem i skierowany do 14 pułku Ułanów Jazłowieckich. W jego składzie walczył w wojnie polsko-bolszewickiej. W czerwcu 1920 pod wsią Wernyhorodka, dowodził plutonem karabinów maszynowych, który wstrzymywał ogniem napór ogromnych sił wroga, dając możliwość wycofania się własnym oddziałom. Sam został ciężko ranny, zmarł następnego dnia. Za czyn ten pośmiertnie odznaczony został Krzyżem Srebrnym Orderu Virtuti Militari.

## Ordery i odznaczenia
- Krzyż Srebrny Orderu Wojskowego Virtuti Militari nr 3934 (1921, pośmiertnie)[2][4]